# Amaranthus scandens
Amaranthus scandens är en amarantväxtart som beskrevs av Carl von Linné d.y.. Amaranthus scandens ingår i släktet amaranter, och familjen amarantväxter. Inga underarter finns listade i Catalogue of Life.